# The Lion and the Cobra
The Lion and the Cobra är Sinéad O'Connors debutalbum, utgivet i november 1987. Singeln "Mandinka" nådde sjätteplatsen på irländska singellistan.

## Låtlista
Alla låtar är skrivna och komponerade av Sinéad O'Connor, där intet annat anges. 
| Nr | Titel                                     | Kompositör                                            | Längd |
| -- | ----------------------------------------- | ----------------------------------------------------- | ----- |
| 1. | Jackie                                    |                                                       | 2:28  |
| 2. | Mandinka                                  |                                                       | 3:46  |
| 3. | Jerusalem                                 | O'Connor, Ali McMordie, Mike Clowes, John Reynolds    | 4:20  |
| 4. | Just Like U Said It Would B               | O'Connor, Steve Wickham                               | 4:32  |
| 5. | Never Get Old (spoken-word intro by Enya) |                                                       | 4:39  |
| 6. | Troy                                      |                                                       | 6:34  |
| 7. | I Want Your (Hands on Me)                 | O'Connor, Clowes, Reynolds, Rob Dean, Spike Holifield | 4:42  |
| 8. | Drink Before the War                      |                                                       | 5:25  |
| 9. | Just Call Me Joe                          | O'Connor, Kevin Mooney, Leslie Winer                  | 5:51  |